# Van Wert (Iowa)
Pour les articles homonymes, voir Van Wert.
Van Wert est une ville du comté de Decatur, en Iowa, aux États-Unis. Elle est incorporée le 4 mars 1891.

## Source de la traduction
- (en) Cet article est partiellement ou en totalité issu de l’article de Wikipédia en anglais intitulé « Van Wert, Iowa » (voir la liste des auteurs).